# 什托雷市鎮

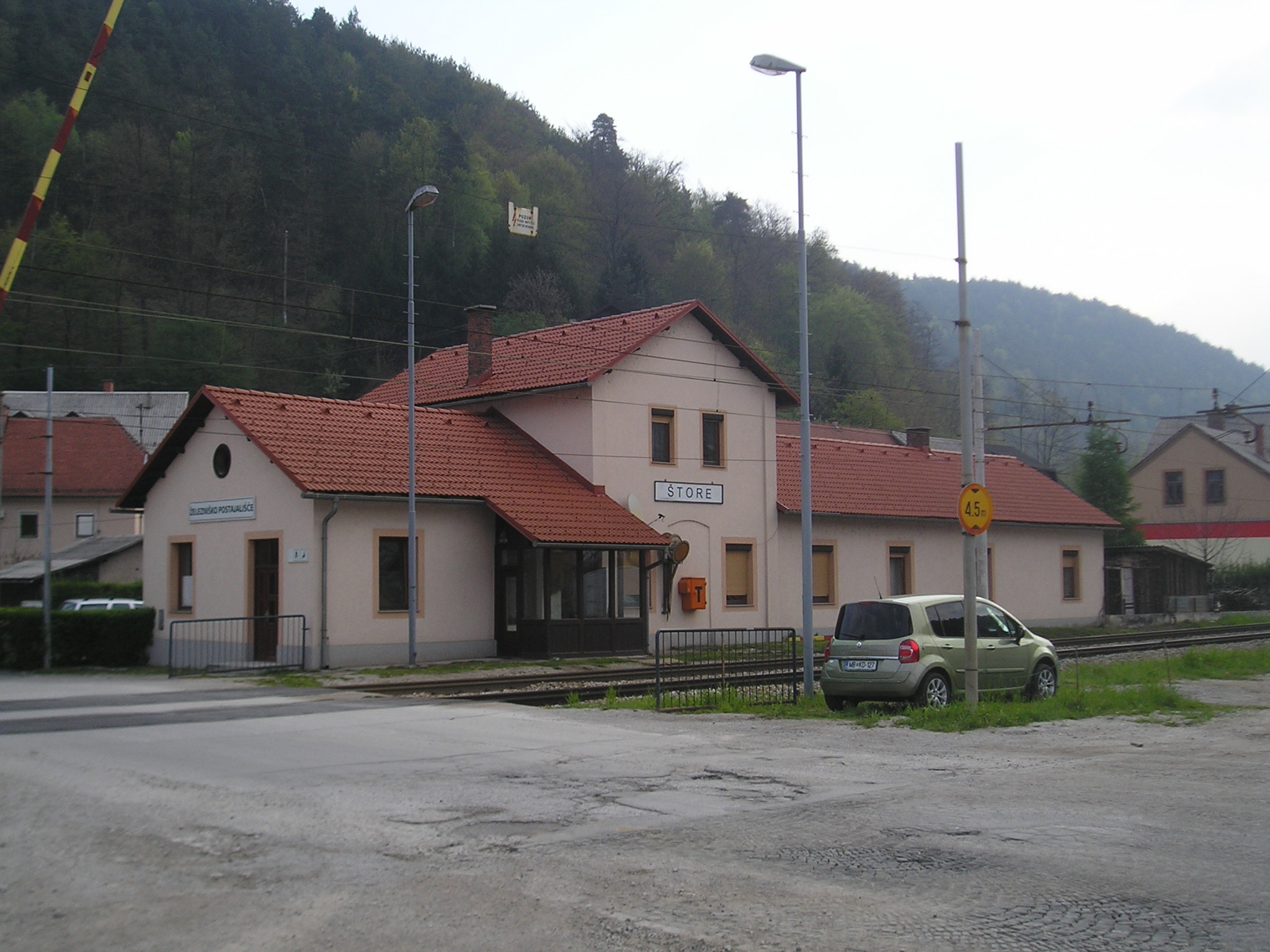
什托雷火车站

什托雷市鎮 （Občina Štore）是斯洛維尼亞東部的一個市镇，行政中心為什托雷。它位於采列以東的沃格拉伊納河。市镇面积为28.1平方公里，2018年人口数量为4,332人。该市镇设立于1994年。傳統上該市镇是施蒂里亞地區的一部分。該市镇現在屬於在萨维尼亚统计区。
在19世紀中葉發展起來，當時在周邊山區發現煤炭後，在該地區建立了煉鐵廠。

## 外部連結
- 官方网站  （斯洛文尼亚文）
- Štore on Geopedia （页面存档备份，存于）